# Лейми
Лейми (ингуш. Лейми) — аул в Джейрахском районе Ингушетии. Входит в сельское поселение Гули. Сейчас представляет собой развалины, постоянного населения нет.

## География
Расположено на юге Ингушетии, на левом берегу реки Тетрицкали. Рядом с аулом расположена гора Кулейлам высотой 2915 метров. Рядом расположены населённые пункты Озиг, Бархане, Кели.

## История
Исторически Лейми входит в Хамхинский (Галгаевский) шахар. Аул является родовым селом для следующих ингушских фамилий: Леймоевы, Албогачиевы, Муцольговы, Куриевы, Сампиевы, Албохчоевы, Хашагульговы, Латыровы, Маматиевы, Умаровы, Тимерхановы, Боголовы, Анзоровы, Гамбердовы, Дудаевы, Оскановы.
Исторически были верхний и нижний Лейми (ингуш. Магӏа Лейми, ингуш. Эгӏа Лейми).

## Население
| 1926 | 2010 | 2011 | 2012 | 2013 | 2015 | 2016 |
| ---- | ---- | ---- | ---- | ---- | ---- | ---- |
| 0    | ↗5   | ↘4   | →4   | →4   | ↘3   | →3   |
| 2019 | 2024 |      |      |      |      |      |
| →3   | ↗11  |      |      |      |      |      |

## Галерея

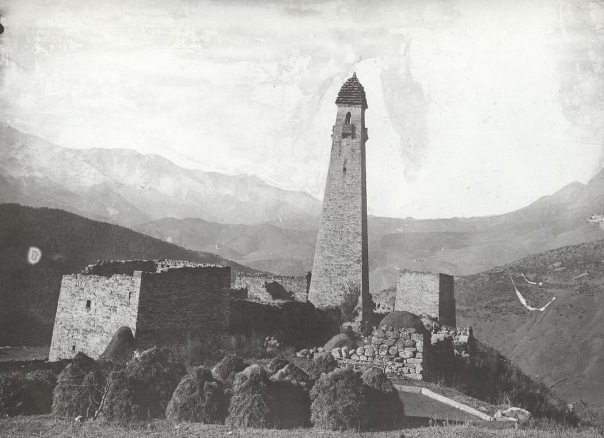
Общий вид с. Верхний Лейми. 1921 г.